# Campaña de Serbia (1914)
La campaña de Serbia de 1914 supuso el primer y fallido intento del Imperio austrohúngaro por conquistar el reino de Serbia al comienzo de la Primera Guerra Mundial. La suerte de los combates pronto se inclinó del lado serbio y el frente se estancó a finales de año, cuando los ejércitos serbios expulsaron a los austrohúngaros de su territorio.
La campaña se dividió en tres invasiones sucesivas, que culminaron en una serie de batallas, decisivas para cada una de ellas: la suerte de la primera se decidió en la batalla de Cer, en agosto; la segunda, en la del Drina, en septiembre; y la tercera, en la del Kolubara, en noviembre y diciembre.
La primera ofensiva austrohúngara comenzó el 12 de agosto, cuando tres ejércitos penetraron en Serbia cruzando el Drina y el Danubio. La resistencia serbia y lo áspero del terreno, que tenía malas vías de comunicación, complicaron el avance de los invasores. El día 16 el 2.º Ejército serbio, veterano de las guerras balcánicas, contraatacó y desbarató la vanguardia del VIII Cuerpo enemigo, obligándolo a replegarse. El 18 el 2.º Ejército austrohúngaro, el principal, tuvo que retirarse para marchar al frente oriental antes de haber podido participar en la rápida victoria sobre Serbia que preveía el plan del alto mando. Oskar Potiorek, gobernador de Bosnia, ordenó la retirada general ante la retirada del 5.º Ejército y la marcha del 2.º, el jefe de la operación; el 24 los austrohúngaros habían evacuado el territorio serbio.
Los austrohúngaros abordaron una segunda invasión a mediados de septiembre en la que se apoderaron de algo de terreno; el frente se estabilizó a finales de mes hasta el final de octubre. Entonces Potiorek ordenó reanudar el avance; a mediados de noviembre, los serbios se hallaban en una situación apurada, en plena retirada. El 2 de diciembre los austrohúngaros ocuparon la capital enemiga. A pesar del agotamiento de las tropas serbias, las austrohúngaras también lo estaban tras seis semanas de ofensiva. Entonces el general en jefe serbio, Radomir Putnik, ordenó una última contraofensiva con las últimas reservas, que resultó victoriosa. Potiorek tuvo que ordenar una nueva retirada. A mediados de diciembre, los austrohúngaros habían evacuado de nuevo Serbia, si bien tras infligir gravísimas pérdidas al enemigo. Potiorek fue relevado del mando a causa de las sucesivas derrotas. El agotamiento de los dos beligerantes hizo que los combates cesasen en este frente a finales de 1914.

## Antecedentes
Las relaciones entre Austria-Hungría y Serbia hacía tiempo que eran tensas: los dos países habían estado a punto de entrar en guerra en cuatro ocasiones antes del estallido final de la contienda en julio de 1914. Las nuevas naciones balcánicas y diversas potencias se disputaban la región, y Serbia ansiaba hacerse con ciertos territorios austrohúngaros. Entre ellos,  Bosnia y Herzegovina, el Sanjacado de Novi Pazar, ciertas regiones del sur de Hungría, además de Macedonia (otomana hasta las guerras de los Balcanes de 1912-1913). Austria-Hungría, por su parte, deseaba extender su influencia en dirección a Salónica. La influencia austrohúngara sobre Serbia, muy notable a finales del siglo XIX, terminó abruptamente con el asesinato de Alejandro I de Serbia en junio de 1903. El nuevo rey Pedro I de Serbia, muy dependiente de los conspiradores que le habían entregado el trono, mantuvo una ambigua relación con ellos, a la vez de dependencia y de competencia por el poder. El cambio dinástico también trajo una mudanza en la política exterior, más favorable Rusia y menos a Austria-Hungría. La tensión bilateral y la expansión serbia, que hizo del reino balcánico el foco de atracción de algunos movimientos eslavos austrohúngaros, preocupaban a los mandatarios del imperio, algunos de los cuales propugnaban la guerra preventiva contra Belgrado.
Tras el asesinato del heredero al trono austrohúngaro Francisco Fernando de Austria en Sarajevo el 28 de junio de 1914, Austria-Hungría presentó un ultimátum a Serbia el 23 de julio, a la que dio dos días para responder. Al día siguiente, el rey de Montenegro, Nicolás, expresó por telegrama su comunión de destino con Serbia. El 28 los austrohúngaros proclamaron que la respuesta serbia al ultimátum era insuficiente y declararon la guerra. Tres días antes, el jefe del Estado Mayor imperial, Franz Conrad von Hötzendorf, había ordenado la movilización de las unidades que debían participar en el Plan B, un plan bélico en caso de guerra con Serbia y Montenegro. Los austrohúngaros cortaron el tráfico ferroviario y las comunicaciones telefónicas y telegráficas con Serbia ya el día 25.

## Situación
Siguiendo los planes de movilización trazados años antes, el Gobierno serbio se trasladó el día 25 de julio a Niš, la segunda ciudad del reino transformada por la guerra en capital provisional, al tiempo que el Estado Mayor del Ejército se instalaba en Kragujevac, donde se hallaban los principales arsenales del país. El cuerpo diplomático abandonó Belgrado siguiendo al Gobierno.
El país se encontraba casi rodeado de enemigos —Austria-Hungría, al norte y oeste—, naciones hostiles —Bulgaria, que ansiaba apoderarse de Macedonia, que había perdido casi completamente en la segunda guerra balcánica— y reticentes aliados —Grecia, con un pacto militar con el reino, pero cuyo monarca era claramente germanófilo y reacio a auxiliar a Serbia—. Tras las dos guerras balcánicas, el país se hallaba en mala situación política, económica, social y militar para afrontar una nueva: los anteriores conflictos casi habían llevado a la nación a la bancarrota, causado gran número de bajas, reducido la cosecha por el alistamiento de los campesinos y consumido gran parte del armamento disponible. Por añadidura, la cosecha de 1914 fue mala en todos los Balcanes. El Ejército, agotado por las guerras anteriores, se hallaba desplegado en el sur en previsión de una nueva guerra con Bulgaria —que seguía facilitando las incursiones guerrilleras en Macedonia—, y no existían planes de movilización adecuados para trasladarlo rápidamente al norte. Además, los territorios del sur seguían inestables, sometidos a una dura administración militar y a severas medidas de asimilación forzosa. La situación política también era grave por la continua tensión entre los militares que deseaban obtener mayor influencia política —reunidos en torno a la Mano Negra— y las autoridades políticas, que trataban de impedirlo. Apenas unos días antes de los asesinatos de Sarajevo, el 10 de junio, el presidente del Gobierno serbio Nikola Pašić había disuelto el Parlamento y convocado elecciones para el 14 de agosto. Así, cuando estalló la crisis de julio, dirigía el país un Gobierno interino y los dirigentes políticos se hallaban enfrascados en la campaña electoral. El 11 de junio, el rey Pedro, cansado de la tensión política, había nombrado regente a su hijo Alejandro.
Los austrohúngaros concentraron fuerzas militares en el Drina, en el Danubio y junto a Montenegro.

## Terreno
El este de Serbia era, en general montañoso, y protegía el vital ferrocarril que recorría el país de norte a sur y comunicaba con Grecia. Era la vía de comunicación con Francia y el Reino Unido y de abastecimiento desde el exterior. En el norte, por el contrario, abundaban las colinas. El Sava, que marcaba la frontera con Austria-Hungría, atravesaba una llanura cenagosa carente de puentes al oeste de Belgrado. El río era demasiado hondo para poderse vadear e inundaba el terreno circundante en primavera y otoño. Al este de Belgrado la frontera seguía el curso del ancho Danubio, que carecía de puentes en la zona y tenía más de un kilómetro de ancho. En el este, el Drina marcaba fundamentalmente la frontera entre Serbia y Austria-Hungría. El caudal del río cambiaba notablemente según la estación, pero se podía vadear en diversos lugares, si bien las orillas eran a menudo empinadas y estaban rodeadas de montañas boscosas. Tampoco había puentes que uniesen las dos orillas del Drina que, al desembocar en el Sava, formaba la esquina noroccidental de la región de Moesia, llana y cenagosa. Las montañas cubrían la zona meridional de la frontera occidental, pero tras ellas tres pasillos daban acceso al del Gran Morava, el núcleo de Serbia: el del Jadar-Kolubara que, encerrado entre las sierras de Vlašić (al norte) y de Maljen (al sur) en la zona occidental, llevaba del Drina a Belgrado pasando por Valjevo; el del Morava Occidental, una vez superados los montes al oeste de Užice; y el de los ríos Uvac-Lim-Ljudska hasta Novi Pazar.

## Fuerzas enfrentadas

### Ejército serbio
El mando del Ejército serbio se entregó al mariscal (vaivoda) Radomir Putnik, soldado veterano al que se asoció al príncipe regente Alejandro, que ambicionaba el puesto. Oficialmente Alejandro era el jefe del Ejército, puesto que asumía en lugar de su padre el rey, ya anciano. Putnik había podido regresar a Serbia gracias a la caballerosidad del emperador Francisco José, pues al estallar la guerra se encontraba en un balneario en Austria-Hungría, tratándose enfisema pulmonar. Fijó su cuartel general en Kragujevac. Para cuando Putnik llegó a Kragujevac el 5 de agosto, el ministro de Defensa ya había logrado hacerse con los planes militares volando la caja fuerte de Putnik —a la que solo este tenía acceso— y la movilización del Ejército estaba en marcha. Esta operación concluyó el 10 del mes, con notable rapidez gracias a la experiencia de las guerras anteriores. Además de Putnik, otros importantes mandos militares también se encontraban en territorio enemigo cuando estalló la crisis con Austria-Hungría.
El Ejército contaba con trescientos mil soldados, veteranos de las guerras balcánicas, pero mal equipados y a menudo vestidos con ropas civiles por carecer de uniforme. Las guerras balcánicas habían consumido gran parte del armamento y del equipo del Ejército. También habían causado la pérdida de gran número de oficiales y suboficiales, que tuvieron que ser suplidos con otros bisoños. La tropa, en general, era de excelente calidad pese a la escasez de armamento, material y víveres que tuvo que soportar durante la campaña. El ánimo del Ejército era también bueno. Los recientes combates con los otomanos hacían que las tropas, a diferencia de las enemigas, estuviesen fogueadas.
Desde 1883, los hombres en edad militar se clasificaban en cuatro grupos, de los que solo el primero de los cuales estaba en servicio en tiempo de paz y era el único que recibía equipo y uniforme —al contrario que armas y munición, que el Estado suministraba a los cuatro grupos—: el primero, con reclutas de veintiún a treinta y un años; el segundo, con aquellos de treinta y uno a treinta y ocho; el tercero, de treinta y ocho a cuarenta y cinco; y el cuarto, de reserva, los de dieciocho a veinte y los mayores de cincuenta. El tercer grupo solía realizar tareas de vigilancia en su región de residencia, incursiones guerrilleras y persecución de desertores en la retaguardia. Desde 1903, el territorio nacional quedó dividido en cinco regiones militares, cada una de las cuales tenía que equipar dos divisiones, una del primer grupo de reclutamiento y otra del segundo, además de efectivos para la división de caballería común y la decimoprimera división, también común a las cinco regiones militares.
En total, el Ejército serbio lo componían once divisiones de infantería y una de caballería. Estas divisiones se encuadraban en tres ejércitos: el 1.º, con cuatro divisiones de infantería y una de caballería; el 2.º, con otras cuatro divisiones de infantería; y el 3.º, con dos divisiones de infantería. Existía además un Grupo de Užice, algo mayor que una división y algunas unidades menores apostadas en las fronteras.

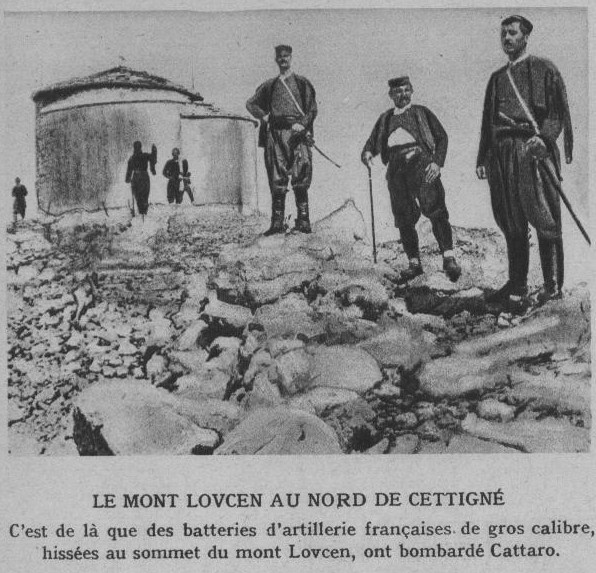
Soldados montenegrinos en el monte Lovćen, desde donde se podía bombardear la base naval austrohúngara de Cattaro.

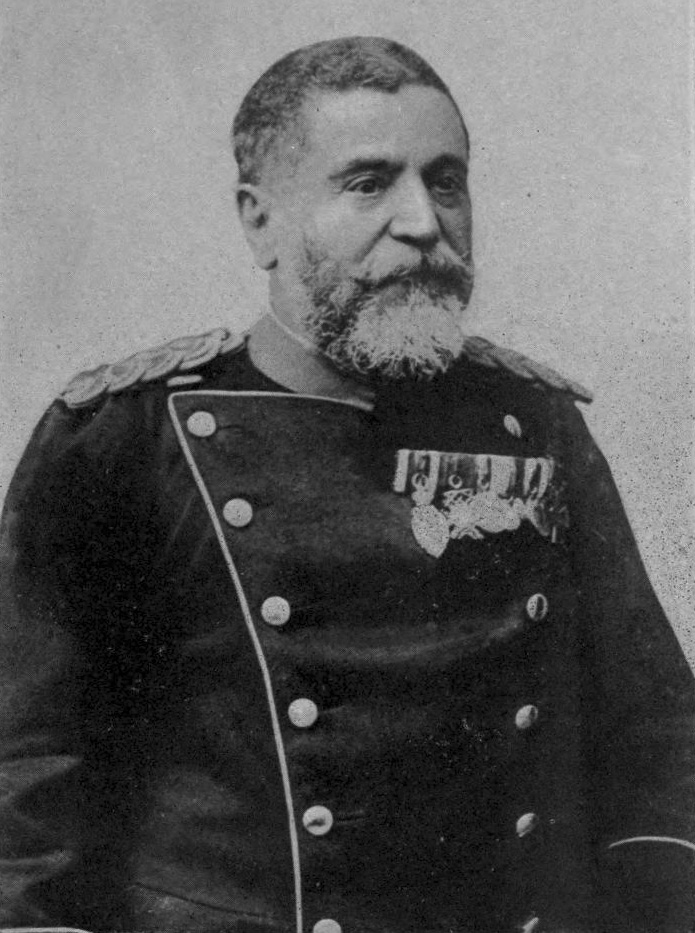
El jefe del Ejército serbio y responsable de la victoriosa defensa del país en 1914, el vaivoda Radomir Putnik.

Esta fuerza, aunque considerable, tenía abundantes deficiencias y dependía del abastecimiento aliado proveniente del puerto griego de Salónica por el ferrocarril balcánico, que atravesaba las montañas macedonias, mal controladas por el Gobierno serbio. Desde 1912 no había recibido nuevo armamento ni munición. Carecía de suficientes animales de tiro —fundamentales para garantizar el abastecimiento de la tropa—, armamento, equipo (desde uniformes y botas hasta tiendas de campaña) y medicinas. Su armamento era en general anticuado y variado: los fusiles de la infantería no eran en general de disparo rápido y había diversos modelos, lo que complicaba la logística en cuanto al suministro de munición. De los modelos modernos apenas había para equipar a ciento ochenta mil soldados, lo que hacía que los soldados de los grupos de reclutamiento dos y tres tuviesen que utilizar fusiles vetustos. Serbia, con escasa industria, no fabricaba fusiles, tenía que importarlos. Los rusos enviaron ciento cincuenta mil fusiles a los serbios, pero tardaron en llegar al reino. En cuanto a las ametralladoras, en conjunto el Ejército serbio contaba con la mitad de la media europea por batallón, aunque las divisiones del primer grupo estaban mejor dotadas. La artillería también era insuficiente y, en parte, anticuada. El abastecimiento de munición de artillería dependía, esencialmente, de las importaciones desde Francia y Rusia ante la escasa capacidad productiva de la industria nacional.
El transporte, necesario para movilizar a las tropas, también era insuficiente: no solo Serbia carecía de locomotoras, vagones y carbón para transportar a las tropas al probable frente en el norte —el grueso del Ejército se hallaba entonces en Macedonia y Albania—, sino que además disponía de unas líneas férreas en Macedonia de pésima calidad. Un informe del Estado Mayor, remitido al ministro de Defensa tan solo ocho días antes del estallido de la contienda el 28 de julio, dejaba claro las dificultades de la inminente movilización.
El mando austrohúngaro, por su parte, subestimó a los serbios: no apreció ni la experiencia de los soldados serbios, curtidos en las recientes guerras balcánicas, ni los nuevos métodos de reclutamiento que se habían implantado durante estas, ni que las guerras recientes se habían saldado siempre con victorias del reino vecino. Tampoco tenía en gran estima a los oficiales.
El 6 de agosto al ejército serbio se unió el montenegrino, ya que Montenegro había declarado la guerra al Imperio austrohúngaro —el motivo de este acto era el deseo del monarca montenegrino de apoderarse de Cattaro—; aumentó las fuerzas a las que se tenían que enfrentar los austrohúngaros en cuarenta y cinco mil hombres. Las posiciones montenegrinas suponían además una amenaza directa para la base naval de Cattaro. Los montenegrinos estaban mal organizados y carecían de adiestramiento militar y estaban encuadrados en dieciocho brigadas dotadas de sesenta y cinco vetustos cañones italianos y treinta y cinco ametralladoras. La tropa, sin embargo, era de buena calidad, aunque carecía de Estado Mayor; este se formó con oficiales venidos de Serbia.

### Ejército austrohúngaro
El teniente general Oskar Potiorek, gobernador militar de Bosnia-Herzegovina y jefe de las operaciones militares contra Serbia, recibió el 6 de agosto mando de tres ejércitos (2.º, 5.º y 6.º), de los que dirigía personalmente el 6.º. Entre los tres ejércitos, Potiorek contaba con doscientos cincuenta mil hombres, si bien la mayoría eran tropas territoriales y de reserva, menos fogueados que sus enemigos serbios. En total, disponía de trescientos diecinueve batallones de infantería y sesenta escuadrones de caballería y con setecientos cuarenta y cuatro cañones. Las unidades austrohúngaras contaban con mejor armamento y equipo que las serbias.
Posteriormente, el 2.º Ejército, al mando de Eduard von Böhm-Ermolli, fue retirado de este frente, pues pertenecía a la agrupación que debía participar en el enfrentamiento con Serbia solo en caso de que Rusia permaneciese neutral. Potiorek podía disponer del 2.º Ejército, que iba a ser trasladado finalmente al frente ruso, hasta el 18 de agosto, aunque no se le permitía que lo enviase al sur del Danubio, a territorio serbio. Unas pocas unidades del 2.º Ejército permanecieron empero en el frente serbio para reforzar al 5.º y 6.º ejércitos —mucho menores que el 2.º— y permitir a Potiorek acometer una ofensiva.
En todos los combates que constituyeron la campaña del frente serbio de 1914, las unidades austrohúngaras se encontraron en inferioridad numérica frente a las del enemigo. El peso de la fallida invasión de 1914 lo llevó el VIII Cuerpo del 5.º Ejército —originalmente del 2.º, pero asignado al 5.º durante la campaña contra serbia—, fundamentalmente checo, mal adiestrado y de cuyos soldados el alto mando austrohúngaro sospechaba por eslavófilos. El otro cuerpo del 5.º Ejército era el XIII, fundamentalmente croata.

## Planes de los dos bandos

La zona del noroeste de Serbia donde se disputaron los principales combates durante la segunda mitad de 1914.

### Planes ofensivos
Ante la necesidad de combatir en dos frentes, el ruso y el serbio, los mandos austrohúngaros —en especial el jefe del Estado Mayor, Conrad von Hötzendorf— supusieron que tres ejércitos —luego reducidos a dos— serían suficientes para aplastar a Serbia. Esto conllevaba otorgar primacía a la lucha con Rusia, principal enemigo del imperio; una vez vencida esta, las fuerzas austrohúngaras se concentrarían en el frente serbio. Los planes militares austrohúngaros para la guerra con Serbia databan de 1907, y contenían dos supuestos: el de una guerra en la que el imperio solo tuviese que combatir al reino balcánico y el de una guerra simultánea con Serbia y Rusia. En el primer caso, los austrohúngaros tenían previsto emprender la invasión de Serbia con tres ejércitos (el 2.º, 5.º y 6.º) apoyados por la flotilla fluvial del Danubio —seis monitores con cañones de 120 mm—; el avance, tras cruzar los ríos fronterizos del Sava y el Danubio, se realizaría a lo largo del Morava y el Vardar. En el segundo, el plan suponía que las ocho divisiones y siete brigadas de Landsturm disponibles servirían simplemente para mantenerse a la defensiva y proteger las fronteras y evitar un posible levantamiento en Bosnia. En ese caso, el 2.º Ejército participaría en la guerra con Rusia; en el contrario, participaría en el conflicto con Serbia.
La misión de Potiorek era evitar la invasión del imperio como creyese conveniente: podía limitarse a defender la frontera o emprender una ofensiva si lo creía oportuno para evitar ataques serbios; como deseaba vengar cuanto antes el asesinato del príncipe heredero imperial Francisco Fernando de Austria, optó por la ofensiva. Potiorek había sido víctima también del atentado que le había costado la vida al archiduque —la bala que mató a la esposa de este le estaba destinada a él— y deseaba alcanzar la victoria cuanto antes, mediante un veloz ataque a Serbia. La invasión debía producirse antes de que el enemigo tuviese tiempo de movilizar completamente sus fuerzas.

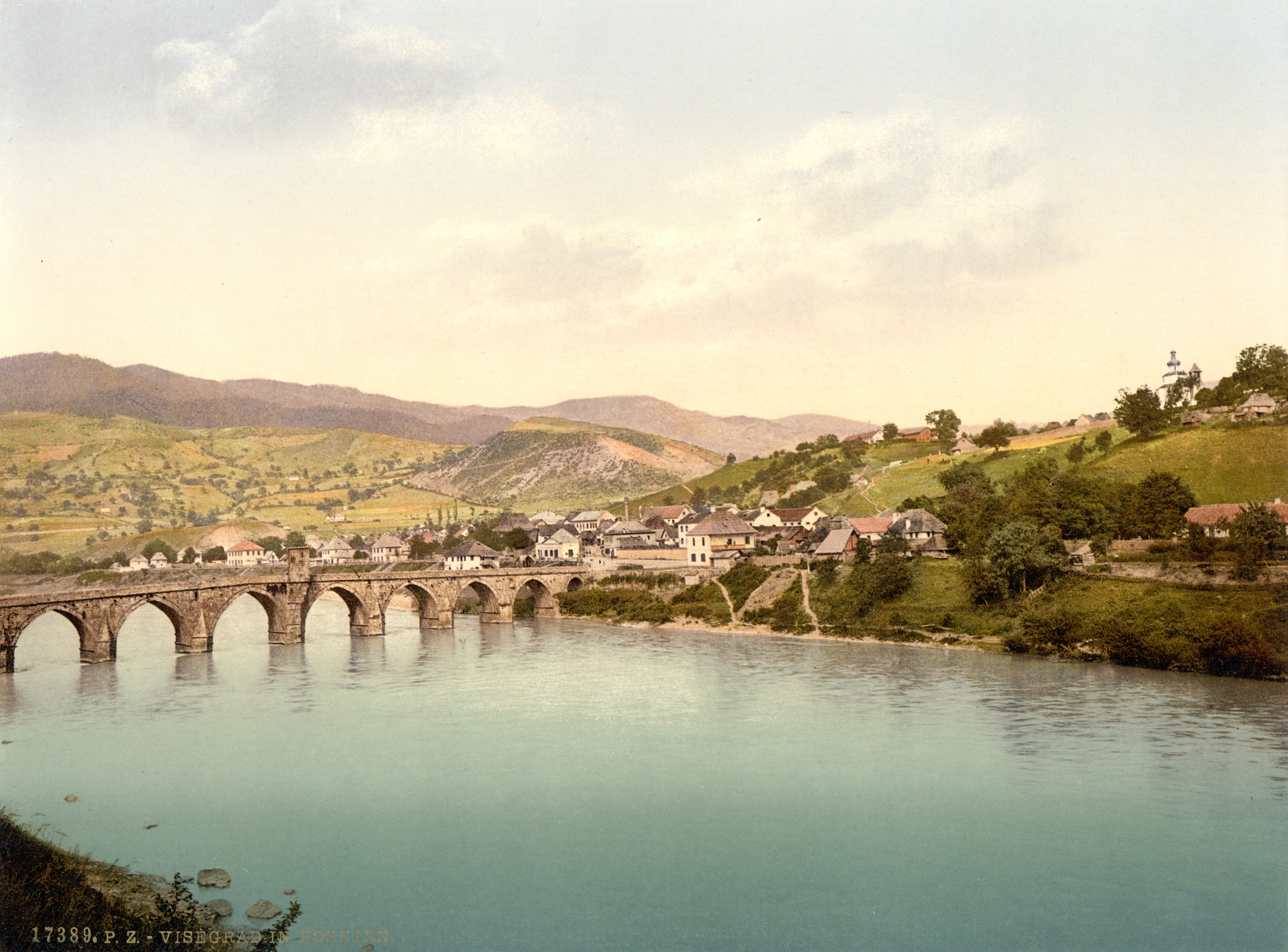
El puente otomano sobre el Drina en Visegrado. La frontera entre los dos Estados enfrentados seguía fundamentalmente el río.

Los planes diseñados por Potiorek consistían en un ataque convergente de los tres ejércitos disponibles a lo largo de los ríos Danubio y Sava. Las tres rutas principales de invasión desde territorio austrohúngaro permitían teóricamente una maniobra de pinza contra los serbios, combinando un ataque principal desde el norte, a través del Danubio y a lo largo de los ríos Kolubara y Morava con otro —mucho más complicado por la falta de ferrocarriles y de buenas carreteras y por la fragosa orografía— desde el Drina (Visegrado) hacia el Kolubara. A estos ataques podía añadírseles una acometida secundaria desde Šabac, a través de la llanura mesia en dirección a Valjevo y Kragujevac. En concreto, la intención de Potiorek consistía en que el 12 de agosto el 5.º Ejército cruzase el Drina al tiempo que el VIII Cuerpo (parte del grupo de unidades del 2.º Ejército que permanecería en el frente serbio, asignado al 5.º Ejército) cruzaba el Sava; las dos unidades se dirigirían hacia Valjevo, que debían alcanzar en unos cinco días. Para entonces, el 6.º Ejército penetraría en Serbia más al sur, cerca de Užice y los dos ejércitos se dirigirían al centro de mando serbio en Kragujevac. El plan era arriesgado, tanto por la gran distancia entre los dos ejércitos, que impediría que se diesen apoyo mutuo en caso necesario, como por la posibilidad de que los serbios contasen con superioridad numérica frente a los invasores. La necesidad de que el grueso del 2.º Ejército marchase al frente ruso había hecho cambiar el plan original, que suponía que el ataque principal a Serbia vendría del norte: la acometida fundamental se llevaría a cabo por el oeste, mientras que los embates desde el norte serían de apoyo a la maniobra central desde Bosnia. El 2.º Ejército debía llegar lo más intacto posible al frente oriental. El alto mando austrohúngaro aprobó los planes de Potiorek. Este, como sus homólogos europeos, deseaba infligir una rápida derrota al enemigo.
El plan de Potiorek no había contado con la situación de las tropas (el 6.º Ejército no estaba listo para participar de inmediato en una ofensiva) ni con la dificultad del terreno en el que tendría que llevarse a cabo el ataque principal, el montañoso y mal comunicado oeste de Serbia. El desconocimiento del terreno, la falta de experiencia de combate de los soldados y de los mandos, la hostilidad de la población serbia y el hostigamiento de los grupos de irregulares también eran inconvenientes al plan del jefe militar austrohúngaro. Las razones de la urgencia de la ofensiva eran en realidad políticos y no militares: impresionar a Rumanía, Grecia y Bulgaria y evitar un alzamiento en Bosnia mediante una victoria relámpago.

### Planes defensivos
El mando serbio, que contaba con la ofensiva enemiga, trató de atraer a los austrohúngaros al interior del país para, a continuación y aprovechando el terreno, el cansancio por las marchas, los problemas de avituallamiento y el calor de la estación, derrotarlos mediante una contraofensiva. Los planes defensivos serbios databan de 1908, y disponían que las fronteras quedasen a cargo de pequeñas unidades, fundamentalmente de los grupos de reclutamiento segundo y tercero y a menudo con experiencia guerrillera, mientras los tres ejércitos, el grueso de las Fuerzas Armadas de la nación, se desplegasen en el interior, entre el Kolubara y el Morava, al norte de Kragujevac, donde las colinas y llanuras del norte daban paso a las montañas situadas más al sur. El plan serbio consistía en frenar la invasión enemiga y luego expulsar a los ejércitos austrohúngaros de su territorio mediante una serie de contraataques, para lo que, al comenzar la acometida de Potiorek, ya se hallaban listas las cuatro divisiones del 2.º Ejército y las dos del 3.º.
Al oeste, protegiendo la zona del Drina y el Sava, se hallaba el 3.er Ejército, mientras que el 1.º y el 2.º estaban dispuestos hacia el Danubio —el 1.º al este del 2.º—. Al suroeste, protegiendo la línea del río Lim y asegurando la comunicación con Montenegro, se encontraba el Grupo de Užice, que debía colaborar con las fuerzas montenegrinas. Estas, compuestas por treinta y cinco mil soldados mal armados pero recios, guardaban la frontera suroeste. La frontera noreste, por su parte, quedó defendida por un par de batallones del tercer grupo de reclutamiento. Todas la unidades regulares contaban además con otras de auxiliares guerrilleros, encargadas del hostigamiento del enemigo, el ataque a las líneas de abastecimiento y la exploración en los avances en territorio del adversario.
Por su parte, los montenegrinos debían hostigar la zona de Herzegovina y, si se presentaba la oportunidad, avanzar hacia Sarajevo. Hasta el 17 de agosto, no existía un plan conjunto serbo-montenegrino de operaciones, que tuvo que trazar Putnik.

## Combates
Los austrohúngaros trataron de apoderarse de Belgrado mediante un golpe de mano la noche del 28 de julio, poco antes de la medianoche; por entonces, la ciudad contaba con escasas defensas. Algunos gendarmes y guardafronteras impidieron, empero, el desembarco de los infantes enemigos y la cañonera que acompañaba a las barcazas que transportaba a la tropa empezó a bombardear la ciudad. Los serbios volaron el último puente que unía la orilla serbia con la austrohúngara a primera hora de la madrugada, ante el temor de que el enemigo se aprestase a cruzarlo. A partir de la noche del 28 de julio, la artillería austrohúngara bombardeó Belgrado, lo que preludiaba una gran acometida que debía eliminar lo más velozmente posible al ejército serbio; el objetivo era presentar a las potencias europeas el hecho consumado de la victoria militar relámpago del imperio.
Los siguientes combates se libraron en la frontera del Sanjacado de Novi Pazar y en Herzegovina a comienzos de agosto. Serbios y montenegrinos tomaron algunos pueblos de la región (Visgrado, Stari Brod, Goražde y Foča e hicieron algunas incursiones, sin amenazar en ningún momento el dominio enemigo de la zona, que contaba con copiosas tropas. Por su parte, los austrohúngaros bombardearon algunas poblaciones enemigas (Belgrado, Šabac, Loznica y Obrenovac, principalmente).
Las operaciones militares comenzaron el 12 de agosto y se dividieron en dos fases, planeadas por los estrategas austrohúngaros, si bien ambas concluyeron con victorias serbias.

### Primera fase (agosto): primera invasión de Serbia

Combates de agosto de 1914 en el noroeste de Serbia.

Entre el 28 de julio, fecha del primer bombardeo de Belgrado, y el 12 de agosto, día en el que empezó la primera ofensiva de importancia contra el reino serbio, los combates se limitaron a duelos artilleros e incursiones realizadas para mantener a las fuerzas serbias en el norte del país. Tras el bombardeo de las cañoneras austrohúngaras, los serbios volaron el puente ferroviario que unía la capital con el territorio enemigo.
El día 12, Oskar Potiorek ordenó a sus divisiones del 2.º Ejército cruzar el Sava en la zona noroeste de Serbia y hacer retroceder al 3.er Ejército serbio que defendía la región; la acometida sorprendió al mando serbio, que ordenó la retirada de sus unidades en ese sector. Los invasores se apoderaron rápidamente de Šabac (14 de agosto). El alto mando serbio había esperado el asalto por Belgrado y no por la frontera occidental. Se enviaron refuerzos a la zona atacada a toda prisa, que acudieron a marchas forzadas.
Tras varios retrasos, las divisiones del 5.º Ejército habían llegado a los alrededores de Brčko, cuartel general de la unidad, para el 9 de agosto. El día 12, el 5.º Ejército cruzó el Drina y avanzó hacia Valjevo según el plan de Potiorek, pero lentamente, tanto por la enconada resistencia serbia como por la dificultad del terreno. El primer día las unidades apenas penetraron un par de kilómetros en territorio serbio, mientras parte de ellas aún permanecían en territorio austrohúngaro, por la precipitación en el comienzo de la invasión. Marchaba hacia el monte Cer y el valle del Jadar. El día 14 logró por fin expulsar al Destacamento de Loznica de las colinas cercanas al Drina y que se replegase valle arriba. Otra de sus unidades hizo retroceder al Destacamento de Lešnica, que protegía el flanco del de Loznica y que infligió abundantes bajas a los autrohúngaros. El 5.º Ejército empezaba a avanzar por las laderas septentrionales del monte Cer, camino de Valjevo.
El 6.º Ejército austrohúngaro cruzó la frontera del Drina el día 14 y comenzó a remontar el valle del Jadar en dirección a Lešnica y Loznica, para tratar de establecer una línea paralela al río. Un grupo menor cruzó el río más al sur, en Zvornik, para marchar como los otros dos hacia Valjevo y embolsar a las unidades enemigas que defendían los montes Cer. La marcha de las tropas invasoras fue dura, tanto por el intenso calor de agosto como por la falta de descanso y de víveres, que les llegaban con bastante retraso. El terreno, montañoso, era fragoso, y las carreteras, deficientes, solo se podían emplear durante el verano, con buen tiempo. El número de bajas de los invasores fue copioso. Al final del día quedó claro el objetivo de la marcha austrohúngara: la ciudad de Valjevo, a unos sesenta kilómetros del Drina.
Los mandos serbios, por su parte, pronto comprendieron el plan enemigo y dispusieron sus fuerzas para enfrentarse a las columnas invasoras: el 1.er Ejército se dispuso a cerrar el paso al IV Cuerpo del 2.º Ejército en el norte, el 2.º Ejército se colocó para detener al VIII Cuerpo del 5.º Ejército y el 3.º hizo lo propio con el XV Cuerpo austrohúngaro. Para ello, el 2.º Ejército tuvo que acudir a marchas forzadas al oeste, a colocarse entre los cuerpos VIII y XIII del 5.º Ejército enemigo y amenazar tanto sus flancos como la retaguardia. El 3.º también se hallaba lejos de los principales combates, en Lazarevac, para proteger Belgrado y Obrenovac, duramente castigados por la artillería austrohúngara y que el alto mando serbio creía que podían ser el objetivo de ataque desde el norte.

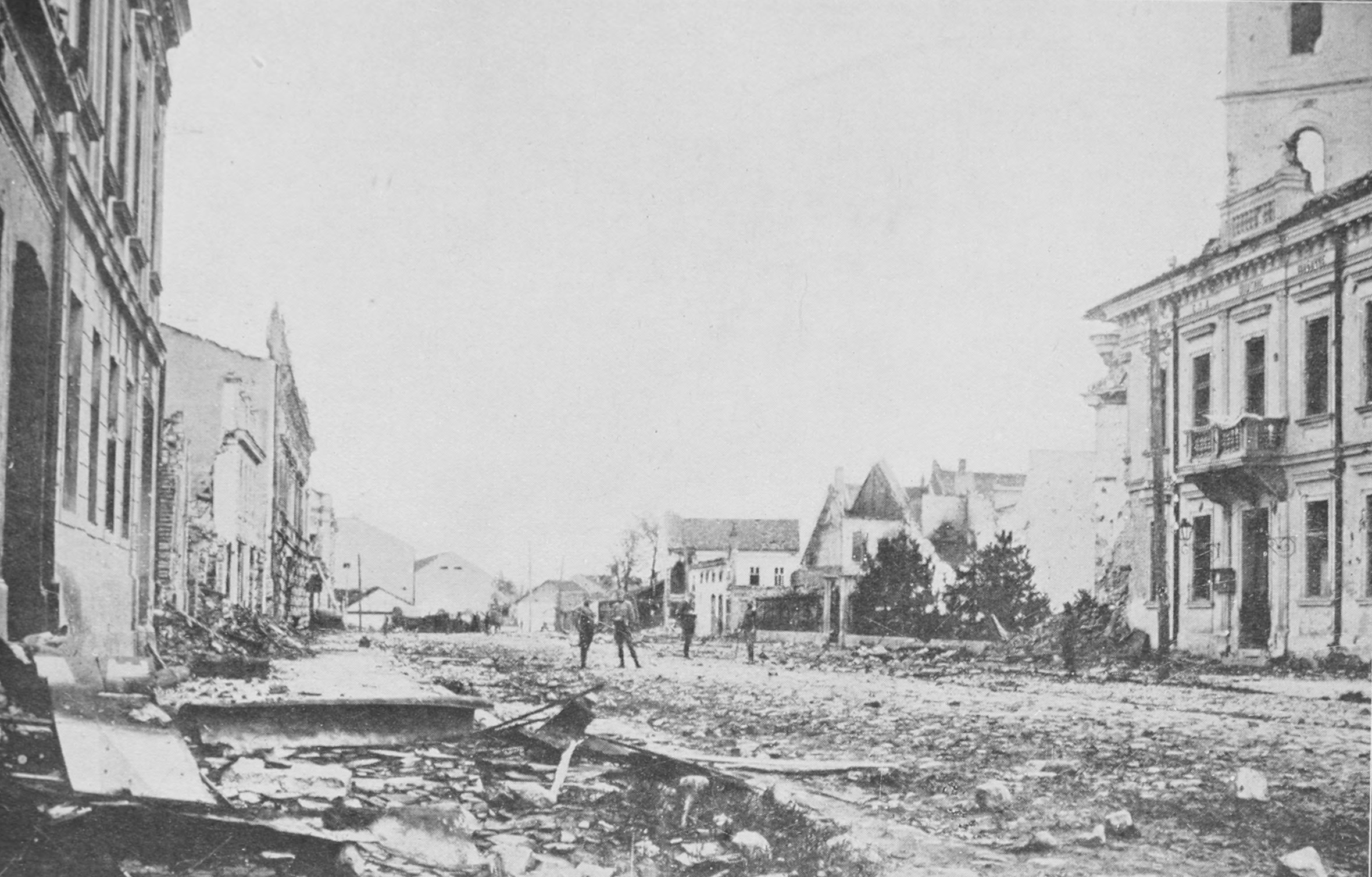
Šabac, bombardeada por los ejércitos austrohúngaros durante las operaciones de 1914.

El ataque austrohúngaro se estancó pronto, sin embargo, el tercer día de la ofensiva. Tres regimientos de la 21.ª División del VIII Cuerpo (5.º Ejército), comenzaron a ascender a la meseta de Cer, con gran dificultad dado lo escabroso del terreno, las altas temperaturas, la falta de víveres y falta de preparación de la tropa, formada fundamentalmente por reservistas. El avance de las distintas divisiones fue diferente, estorbado fundamentalmente por guerrilleros y restos de los destacamentos de  Lešnica y Loznica. Pese a las dificultades, alcanzaron los pueblos de Milina, Tekeriš, Brezjak y Jagodnja a lo largo del día 15.
La meseta de Cer era el camino más corto hacia Valjevo y domina los valles del Drina y de su afluente el Jadar. Para cortarles el paso a los austrohúngaros, les esperaban la División Combinada, la Sumadija I y la de Caballería, asignadas al 2.º Ejército del general Stepa Stepanović, antiguo ministro de Defensa y veterano de las guerras balcánicas. La misma noche del 15 de agosto, algunas unidades del 2.º Ejército ocuparon algunas de las colina de Cer, a un kilómetro al norte de Tekeriš, donde ya se encontraba el enemigo.
Las unidades serbias de 2.º Ejército con la colaboración del algunas del 3.º, que se habían reagrupado a cierta distancia de la frontera, detuvieron a las enemigas del 5.º Ejército durante el quinto día de combates mediante un ataque de flanco que comenzó el 16 del mes en la batalla del Monte Cer, y continuó el 21 en Jadar; el mando austrohúngaro ordenó la retirada, que se verificó en gran desorden. El desbaratamiento de la 21.ª División en la meseta de Cer precipitó la retirada a Bosnia de todas las unidades del 5.º Ejército, que carecía de reservas y había perdido contacto con el 2.º.
En el norte una división serbia hizo retroceder hasta cerca de Šabac a dos enemigas del IV Cuerpo del 2.º Ejército, pero no pudo avanzar hacia la ciudad, castigada por artillería. Sí, logró impedir, sin embargo, el que las divisiones de. 2.º Ejército socorriesen a las del 2.º en Cer. Los combates se sucedieron cerca de Šabac durante los días siguientes, con continuos avances y retrocesos de los dos bandos y varias evacuaciones austrohúngaras de la localidad.
El 6.º Ejército austrohúngaro también había sido detenido por las unidades serbias. En el sur, el 6.º Ejército tuvo que retirarse pronto, batido por los montenegrinos. Para el 24 de agosto, las divisiones austrohúngaras habían tenido que retirarse más allá del Drina, tras haber perdido un tercio de sus fuerzas en la fallida invasión. Ese mismo día, los serbios recobraron Šabac, con lo que concluyó la fallida invasión austrohúngara. Los ejércitos imperiales perdieron seiscientos oficiales y veintidós mil soldados. Los serbios, por su parte, había perdido dieciséis mil hombres entre muertos y heridos. El Gobierno imperial trató de minimizar la derrota atribuyéndola a la retirada de parte de las divisiones del frente serbio, que se habían tenido que enviar al ruso. Potiorek, que contaba con excelentes contactos entre la cancillería militar imperial, no perdió el mando pese a la estrepitosa derrota. Los mandos fundamentalmente culparon infundadamente a las unidades checas de la 21.ª División de traición, excusa que sirvió para no analizar el desempeño de los altos oficiales y los planes de batalla.

### Contraataque serbio (septiembre): invasión de Bosnia y Sirmia
Putnik pasó al ataque instado a ello por los Aliados, pese a haber sufrido casi un 10 % de bajas en los primeros combates —unos diecisiete mil hombres—. En el norte, dos divisiones de infantería y una de caballería del 1.er Ejército penetraron en territorio imperial el 6 de septiembre, en Sirmia y el Banato y conquistaron la ciudad de Zemun (10 de septiembre). Cerca de Sremska Mitrovica los austrohúngaros batieron a una división del 2.º Ejército que se había aventurado cerca de la ciudad; los serbios perdieron seis mil trescientos soldados. Esta acometida coincidió con otra del enemigo que había comenzado el 7 de septiembre y que acabó fracasando, pero que obligó a Putnik a trasladar unidades de un sector a otro, lo que permitió a Potiorek de hacer lo propio y reforzar la defensa de Bosnia. El 14 de septiembre, los serbios abandonaron Sirmia.
En el oeste, el 2.º y 3.er ejércitos serbios se acercaron al Drina mientras que el Grupo de Užice y los montenegrinos lo cruzaban el 15 e intentaban atacar la retaguardia del 6.º Ejército austrohúngaro y amenazar Sarajevo. Este grupo, compuesto por unos cuarenta batallones y algunos irregulares, llegó hasta la Romanija, a unos veinte kilómetros de su objetivo, donde lo detuvieron tres brigadas de montaña austrohúngaras en los combates que libraron entre el 17 y el 24 de septiembre. El esperado levantamiento en favor de los invasores no se verificó. Los serbo-montenegrinos se apoderaron de Pale el 25 del mes, pero sufrieron un revés en Zvornik; La derrota en un choque disputado cerca de Sarajevo el día 18 les obligó, no obstante, a retirarse y abandonar el territorio conquistado hasta entonces. Para octubre, habían evacuado Bosnia.

### Estancamiento austrohúngaro en Sirmia (septiembre-octubre)
El 7 de septiembre, el 6.º Ejército de Potiorek, que había recibido refuerzos, volvió a cruzar el Drina y penetró cuarenta kilómetros en territorio serbio y alcanzó Jagodnja, a pesar de tener que librar para ello encarnizados combates. El primer intento serbio de obligarlo a retirarse de nuevo a Bosnia fracasó. En el norte, el 5.º Ejército volvió a cruzar el Drina y el Sava en Mesia la madrugada del día 14. El siguiente intento de Putnik de desbaratar el flanco derecho del 6.º Ejército fracasó en una sangrienta batalla disputada entre el 17 y el 22 de septiembre. Para entonces las fuerzas serbias estaban empezando a sufrir graves carencias de abastos y de munición y tenían problemas para suplir las bajas. En el noroeste, en la llanura mesia, los austrohúngaros quedaron detenidos seis semanas hasta finales de octubre por la enconada resistencia serbia. El Sava y el Drina impedían a los austrohúngaros acometer los flancos del enemigo, y les obligaban a hacer costosos e inútiles asaltos frontales a las posiciones serbias. Este sector del frente se transformó en una guerra de trincheras.
El 6.º Ejército, por su parte, logró penetrar profundamente en el noroeste serbio a mediados de octubre. Más al norte, el 5.º se preparaba para avanzar por fin; el 24 de octubre, comenzó a atacar de nuevo las posiciones enemigas, muy debilitadas por los continuos combates. Merced a un mejor uso de la artillería y coordinación con la infantería, esta vez las unidades del 2.º Ejército serbio no pudieron detener a los austrohúngaros y el día 27 Stepanović ordenó un repliegue general. El 5.º Ejército austrohúngaro avanzó pues desde el noroeste hacia Valjevo, aunque siempre frente a una denodada resistencia serbia.

### Segunda fase (octubre-diciembre)

Operaciones en Serbia, septiembre-diciembre de 1914.

Potiorek trató de infligir a los soldados enemigos una derrota definitiva aprovechando las victorias de septiembre y octubre y contando con su cansancio; emprendió un gran asalto a las posiciones serbias mientras sus unidades se hallaban en plena retirada. Dispuso la última ofensiva del frente en 1914 con sus dos ejércitos —el 5.º y 6.º— recién reforzados. Trece divisiones austrohúngaras con unos doscientos cincuenta mil soldados se enfrentaban a otras tantas serbias, más fatigadas. El plan de ataque era muy similar al de la primera invasión de agosto: una maniobra de pinza en la que el 5.º Ejército avanzaría desde Mesia por el norte y el 6.º desde el oeste en dirección a Valjevo.
La ofensiva comenzó el 2 de noviembre cuando el 6.º Ejército cruzó el Drina, y atacó Loznica y Visegrado camino de Valjevo. El 5.º Ejército atravesó el Sava por Šabac y remontó el Kolubara el 5 de noviembre, también con Valjevo como meta. El jefe austrohúngaro ordenó la acometida de las posiciones serbias tras un concienzudo bombardeo el 6 de noviembre y las hizo retroceder setenta y nueve kilómetros. Los serbios resistieron entre el 6 y el 11 de noviembre en Dobrić, frente al 5.º Ejército, pero finalmente tuvieron que retirarse debido a los avances del 6.º, que amenazaban sus posiciones. En su avance, los austrohúngaros tomaron Valjevo el 15 de noviembre y cruzaron el Kolubara el 17. Estos progresos se realizaron con mal tiempo y pese a la falta de víveres y de uniformes adecuados que aquejaba a las unidades austrohúngaras. La retirada serbia a la línea del Kolubara, realizada para evitar el cerco de las pinzas austrohúngaras, resultó un fracaso por la pérdida de Valjevo. Este se abandonó para poder acortar la línea de defensa, pero la operación se llevó a cabo desordenadamente. Una unidad del 6.º Ejército entró en la localidad el 16 de noviembre. Los serbios detuvieron el avance del 5.º Ejército el día 19 cerca de Lazarevac, unos cinco kilómetros al este del Kolubara, donde se sucedieron los combates durante diez días.
Putnik, sin embargo, se negó a solicitar el armisticio, relevó al jefe del 1.er Ejército y retiró al 2.º hacia Kragujevac. Con el comienzo del invierno, el agotamiento y la falta de equipo para combatir con el consiguiente frío comenzaron a hacer mella en la tropa; creció el número de deserciones y menguó el ánimo de los soldados serbios. Los mandatarios serbios sopesaron la conveniencia de solicitar un armisticio, pero acabaron por desechar la posibilidad y solicitaron armamento urgentemente a los Aliados, en especial munición, que comenzó a llegar a finales de noviembre.

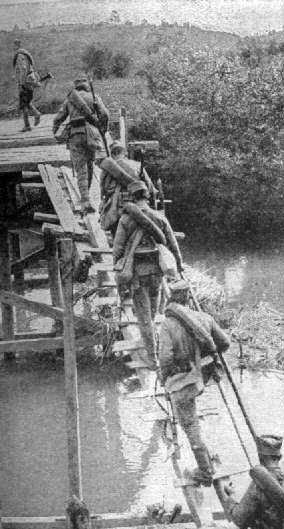
Soldados serbios cruzando el río Kolubara durante la batalla homónima.

El mando serbio ordenó una retirada al interior del país para situar a sus fuerzas en mejores posiciones defensivas. Las divisiones serbias se dispusieron a lo largo del Morava, al tiempo que el Gobierno se instalaba en Niš. Los serbios necesitaban reagrupar a sus fuerzas y acortar el frente para poder preparar un contraataque.
La vanguardia austrohúngara se hallaba casi a la longitud de Krujevac: el 5.º Ejército al norte de este y el 6.º al sur. El avance austrohúngaro era, en todo caso, arriesgado, dado el orden con el que se replegaban los serbios y la dificultad creciente del abastecimiento de las divisiones, mayor cuanto más penetraban estas en territorio enemigo. Las tropas austrohúngaras se hallaban además cada vez más agotadas por la lucha continua, pues los serbios no cejaron y siguieron combatiendo encarnizadamente entre el 16 y el 28 de noviembre, al tiempo que recibían por fin una crucial remesa de munición francesa. Convencido de que los serbios capitularían pronto y de la necesidad de dejar descansar a los hombres del 6.º Ejército, Potiorek dio orden de detener el ataque durante tres días a partir del 30 de noviembre. Ordenó asimismo a algunas unidades del 5.º que viraran al este para atacar Belgrado por la retaguardia, antes de volver a marchar contra Kragujevac. La capital, mal defendida por una débil línea, cayó nuevamente en poder de los austrohúngaros tras la evacuación de la ciudad por el alto mando serbio, el 29 de noviembre, tras el cruce del Kolubara el día 17. La toma de la capital, sin embargo, requirió la división de las fuerzas invasoras. El 5.º Ejército, para entonces agotado, fue incapaz de seguir con el plan previsto y retomar el asalto a Kragujevac, esta vez por la retaguardia.
Animados por la presencia del rey Pedro, por la mejora del abastecimiento y por ciertas medidas aplicadas por los oficiales, y mandados por generales que explotaron con brillantez la división de las fuerzas enemigas, permitida por el mando austrohúngaro que pecaba de exceso de confianza en la victoria, las tropas serbias, reforzadas por unidades llegadas del sur del país, contraatacaron el 3 de diciembre. Putnik había concentrado sus últimas fuerzas en un asalto al 6.º Ejército, dejando únicamente una división en el norte para hacer frente a una posible acometida del 5.º. La maniobra, arriesgada, le dio la victoria. El 6 de diciembre, los austrohúngaros habían perdido sus posiciones en las montañas de Rudnik y habían tenido que retirarse al Kolubara. Los intentos del 5.º Ejército de avanzar y aliviar la presión sobre el 6.º fracasaron ante la decidida defensa serbia y la debilidad de los atacantes. El 8 los serbios recuperaron Valjevo. El 9, los austrohúngaros perdieron más terreno y se replegaban hacia Šabac. Entre el 10 y 13, el 6.º Ejército cruzó el Sava y abandonó Serbia, sin que los intentos de contraataque del 5.º Ejército desde el norte pudiesen impedirlo.
Las medidas austrohúngaras para tratar de conservar Belgrado resultaron inútiles, y los serbios la recobraron el 15 de diciembre, tras la evacuación del 5.º Ejército austrohúngaro. La liberación de la capital se había debido al tesón de las tropas serbias que, aunque escasas de munición, habían asaltado con decisión las posiciones enemigas y habían impedido todo reagrupamiento tras las sucesivas brechas abiertas en las líneas austrohúngaras. Para entonces los serbios habían expulsado al invasor del país durante la contraofensiva que abarcó las dos primeras semanas del mes. Al comienzo, el amplio frente austrohúngaro de ciento veinte kilómetros había cedido en el centro, pero resistido en los extremos. La resistencia del 5.º Ejército en Obrenovac, que puso en apuros a los serbios, no sirvió de nada ante la derrota del 6.º, que obligó a la retirada general.
El frente se estancó al concluir esta operación, que terminó con victoria serbia; los dos bandos adoptaron posiciones defensivas. Los serbios, por el agotamiento debido al esfuerzo de la última maniobra —habían sufrido unas cien mil bajas en la contraofensiva— y la grave epidemia de tifus que estalló justo después, y los austrohúngaros, por la necesidad de trasladar unidades a los frentes italiano y ruso y por la extensión de una epidemia de tifus entre sus filas.

## Consecuencias
Tras cinco meses de conflicto, el Ejército austrohúngaro había sufrido varias derrotas graves y copiosas pérdidas a manos del serbio, cuyos soldados gozaban de ánimo, veteranía y buen conocimiento del terreno en el que combatían.

### Consecuencias militares

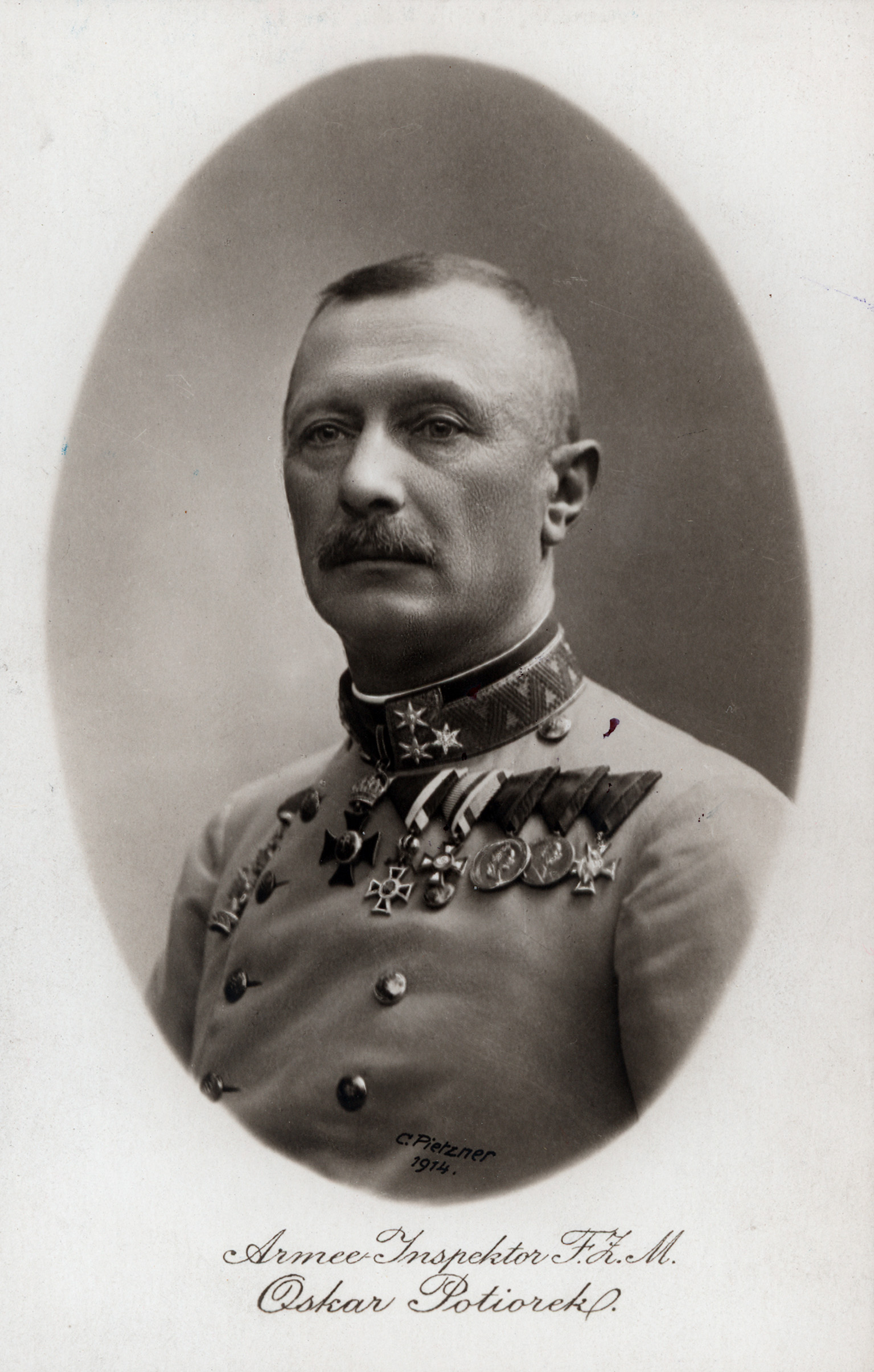
Oskar Potiorek, jefe de las fallidas operaciones contra Serbia del segundo semestre de 1914 y gobernador de Bosnia-Herzegovina; perdió el mando como consecuencia de la derrota.

Los combates en el Kolubara que se libraron entre el 21 de noviembre y el 15 de diciembre desbarataron los ejércitos 5.º y 6.º austrohúngaros y dejaron casi indefensa la frontera austro-serbia.
Los dos contendientes estaban agotados, lo que facilitó que el frente se estabilizase durante casi un año —hasta octubre de 1915— a lo largo de la frontera prebélica. En los combates de 1914, el Ejército austrohúngaro había sufrido seis mil muertos, treinta mil heridos y cuatro mil prisioneros, mientras que el serbio tuvo tres mil muertos y quince mil heridos. Las divisiones serbias, que al comienzo del conflicto habían contado con dotaciones completas, las perdieron durante los combates de 1914, tanto por las bajas sufridas en la lucha como por deserciones —en torno a sesenta y una mil— y no volvieron a recuperarlas hasta mediados de 1915. El Ejército serbio había quedado agotado por la campaña e incapaz de emprender cualquier invasión de Austria-Hungría.
Se reorganizaron las unidades del frente serbio: el 26 de diciembre, el mando pasó al archiduque Eugenio; Potiorek cesó por sugerencia del emperador Francisco José, tras ciertas investigaciones que había ordenado este. Las primeras operaciones del frente habían evidenciado el desorden del mando, que emitía constantes órdenes y contraórdenes y no coordinaba el movimiento de las unidades. Paulatinamente, las principales unidades austrohúngaras fueron retiradas del frente serbio y enviadas al ruso y al italiano; la defensa de las fronteras quedó a cargo de las unidades territoriales.
El triunfo serbio se debía en parte a la acometida rusa en Galitzia, contra la que los austrohúngaros tuvieron que emplear el grueso de sus fuerzas; en sus informes a los Aliados, el alto mando serbio omitió que las unidades enemigas vencidas eran de segunda clase y estaban mal adiestradas.

### Consecuencias políticas
La resistencia serbia a la acometida austrohúngara suscitó una gran simpatía en el mundo entero. Las victorias obtenidas durante los combates de 1914 otorgaron gran prestigio al Ejército serbio entre los países que componían la Entente; estos compararon los triunfos serbios con la victoria del Marne de finales del verano de ese año. Para el Ejército austrohúngaro, supuso un baldón. Los austrohúngaros no habían logrado vencer definitivamente a los serbios, hacer que Bulgaria participase en la guerra del lado de los Imperios Centrales ni evitar que Rumanía dejase de sopesar el aliarse con sus enemigos.
Las victorias, serbias, sin embargo, no resultaron concluyentes, principalmente por la pasividad de las naciones vecinas. En los países balcánicos que aún permanecían neutrales existían partidarios de los dos bandos enfrentados, lo que hizo que, al comienzo, estos países —Grecia, Rumanía y Bulgaria— mantuviesen una neutralidad estricta entre los contrincantes, en espera de ver por cuál de ellos se inclinaba la suerte.
Pese a los triunfos de las armas serbias, el frente balcánico quedó postergado según la guerra se fue extendiendo por Europa y la importancia del Imperio austrohúngaro fue menguando en la liga de los Imperios Centrales. Estos, frustrados en 1914, pudieron resarcirse ante Serbia en la campaña del año siguiente, en la que participó Bulgaria a cambio de la cesión de Macedonia; esta segunda campaña contra serbia concluyó con la derrota de esta y la ocupación del país por austrohúngaros y búlgaros.

### Situación de la población civil
Oskar Potiorek, jefe del frente serbio y gobernador de Bosnia-Herzegovina, aplicó desde el comienzo de la guerra medidas vejatorias contra la población serbia, que afectaron primero a la del propio Imperio austrohúngaro; toda la población de esta nacionalidad, sin distinción de edad o sexo, era considerada potencialmente rebelde y por ello las autoridades tomaron rehenes y ordenaron algunas ejecuciones de serbios.
Durante la primera ocupación austrohúngara de territorio serbio, los soldados del imperio, que tenían la misma opinión que su general de la población serbia, llevaron a cabo abundantes desmanes en los pueblos que atravesaban, aireadas por los reporteros de guerra de los países neutrales y aliados; las poblaciones que se negaban a someterse al imperio eran a menudo pasadas por las armas, en ocasiones con extrema crueldad. El mando austrohúngaro temía a los guerrilleros serbios, que confundía con los civiles; consideraba a la población civil en su conjunto enemiga y a sometió a una represión brutal, que incluyó la toma de rehenes, las ejecuciones sumarias y la destrucción de pueblos. Al término de la breve campaña veraniega, las atrocidades austrohúngaros habían causado la muerte de unos tres mil quinientos civiles, en general habitantes de los pueblos que habían cruzado los ejércitos invasores.